# Camilla (filme de 1994)
Camilla é um filme drama produzido no Canadá e no Reino Unido, dirigido por Deepa Mehta e lançado em 1994.